# Zacharias Preen
Zacharias Preen, auch Zak Preen, (* 7. Dezember 1965 in Bremen) ist ein deutscher Schauspieler und Musiker.

## Leben und Karriere
Zacharias Preen wurde als Sohn des Regisseurs Joachim Preen und seiner ersten Ehefrau, der Schauspielerin Brigitte Janner, in Bremen geboren, wuchs jedoch nach Scheidung in Hamburg bei seinen Großeltern auf und besuchte kurzzeitig ein Internat in Plön. Bereits früh merkte er, dass er später etwas Künstlerisches machen wollte. Im Alter von 16 Jahren zog er von zu Hause aus und hielt sich finanziell unter anderem als DJ, Schuhverkäufer und Börsenmakler über Wasser.
Ab Anfang der 1980er Jahre begann seine Karriere im deutschen Fernsehen. 1981 gelang ihm als 16-jähriger Schlagzeuger einer Punkband und mit Sicherheitsnadeln in den Ohren der Durchbruch. Seine Band wurde für den Tatort-Krimi Das Zittern der Tenöre mit Erik Schumann als Kommissar Greve engagiert.
Er übernahm in den Folgejahren mehrere durchgehende Serienrollen, unter anderem war er als Stallbursche und Nachwuchsjockey Klaus Schmittgen in Rivalen der Rennbahn (1989), als ehemaliger GSG 9-Mann und Hobbyboxer Georg Gentz in Die Drei (1996–97), als Stationsarzt Dr. Markus Jacobi in St. Angela (2001) und als Geschäftsmann Hartmut Hallstedt in Schmetterlinge im Bauch (2006) zu sehen. Bekanntheit erlangte er insbesondere als Mitglied des Ermittler-Teams in der ZDF-Fernsehreihe Rosa Roth, wo er von 1994 bis 2007 an der Seite von Iris Berben die Rolle des Kommissars Jürgen Röder verkörperte.
Gastauftritte hatte er unter anderem in  Der Fahnder, Ein Fall für zwei, Peter Strohm, Großstadtrevier, Hecht & Haie, Polizeiruf 110, Doppelter Einsatz, Das Traumschiff, Die Kommissarin, SOKO Wismar und Küstenwache.
Preen wirkte auch bei mehreren Theaterproduktionen und bei Theater-Tourneen mit. Von 1990 bis 1992 war Preen am Staatstheater Stuttgart engagiert, wo er u. a. mit Regisseuren wie Jürgen Bosse oder Wolf-Dietrich Sprenger zusammenarbeitete. In Stuttgart trat er unter anderem in Drei Schwestern von Anton Tschechow, sowie in Der Disney-Killer von Philip Ridley und in Glaube Liebe Hoffnung von Ödön von Horváth auf.
Seit der Spielzeit 2007/08 ist Zacharias Preen festes Ensemblemitglied am Kieler Schauspielhaus. Dort spielte Preen unter anderem in dem Musical Linie 1 und in den Theaterstücken Des Teufels General von Carl Zuckmayer, in Der Besuch der alten Dame von Friedrich Dürrenmatt, in Der Gott des Gemetzels von Yasmina Reza, in Verbrennungen von Wajdi Mouawad und als Narr Feste in Was ihr wollt von William Shakespeare. Er spielte dort außerdem den Kristoffer in Lars von Triers Theaterstück Der Boss vom Ganzen (Premiere: Spielzeit 2008/09) und die Titelrolle in Ferenc Molnárs Schauspiel Liliom (Premiere: Spielzeit 2010/11).  Unter der Regie von Siegfried Bühr spielte er 2013 in einer Neuinszenierung der erfolgreichen Komödie Der nackte Wahnsinn von Michael Frayn den Regisseur Lloyd. Außerdem spielte er im Reformationsjahr den Luther von Feridun Zaimoglu unter der Regie von Annette Pullen.
Beim Sommertheater 2021 wirkte er in Schillers Kabale und Liebe (Musik: Kettcar) als Sekretär Wurm mit. Beim Sommertheater 2023 spielte er den Don John in William Shakespeares Viel Lärm um Nichts (Musik: Sonja Glass). Seit Januar 2024 ist er am Theater Kiel als Willy Loman in Arthur Millers Tod eines Handlungsreisenden unter der Regie von Dariusch Yazdkhasti zu sehen.
Zacharias Preen war ab Ende der 1980er-Jahre mit Maja Maranow, die er bei den Dreharbeiten von Rivalen der Rennbahn kennengelernt hatte, liiert.
Seit 2005 ist er mit der Schauspielerin Yvonne Ruprecht, die ebenfalls am Schauspiel Kiel engagiert ist, ein Paar.

## Filmografie (Auswahl)
- 1981: Tatort – Das Zittern der Tenöre
- 1984: Tatort – Zweierlei Blut
- 1986: Der Fahnder – Abstellgleis
- 1987: Ein Fall für Zwei – Zahltag
- 1988: Dann ist nichts mehr wie vorher
- 1989: Ein Heim für Tiere (Fernsehserie, eine Folge)
- 1989: Peter Strohm – Rendezvous in Berlin
- 1989: Rivalen der Rennbahn
- 1989–1992: Die Männer vom K3
- 1991: Die Bank ist nicht geschädigt
- 1991: Großstadtrevier
- 1994: Das Traumschiff
- 1994: Polizeiruf 110 – Opfergang
- 1994–2007: Rosa Roth (Fernsehreihe) → siehe Episodenliste
- 1995: Gegen den Wind
- 1995: Tatort – Bienzle und der Mord im Park
- 1995: Die Kommissarin
- 1996–1997: Die Drei
- 1997–1998: Ein Fall für zwei
- 2000: Polizeiruf 110 – Ihr größter Fall
- 2001: St. Angela
- 2001: Polizeiruf 110 – Zerstörte Träume
- 2004: Schöne Witwen küssen besser
- 2004: Tatort – Abseits
- 2005: SK Kölsch
- 2006: Schmetterlinge im Bauch
- 2007: Da kommt Kalle
- 2010: SOKO Wismar – Schlechte Karten für Belinda
- 2012: Küstenwache – Spiel mit der Angst
- 2022: Mordsschwestern – Verbrechen ist Familiensache